# България на зимните олимпийски игри 2022
България участва на зимните олимпийски игри в Пекин c 16 спортиста – 10 мъже и 6 жени,  в 7 спорта, като това е най-малкият брой спортисти, които страната изпраща от зимните олимпийски игри в Сараево през 1984 година. Знаменосци на откриването са Радослав Янков и Мария Здравкова.
Страната се завръща във фигурното пързаляне за първи път след зимните олимпийски игри в Торино през 2006 година като квота за игрите печели Александра Фейгин.
На 13 февруари, Алберт Попов записва най-доброто постижение на български състезател в дисциплината гигантски слалом на олимпийски игри като се класира на 17-та позиция.

## Участници
| Спорт                   | Мъже | Жени | Общо |
| ----------------------- | ---- | ---- | ---- |
| Биатлон                 | 4    | 4    | 8    |
| Сноуборд                | 1    | 0    | 1    |
| Ски алпийски дисциплини | 2    | 1    | 3    |
| Ски скокове             | 1    | 0    | 1    |
| Ски бягане              | 1    | 0    | 1    |
| Спортни шейни           | 1    | 0    | 1    |
| Фигурно пързаляне       | 0    | 1    | 1    |
| Общо                    | 10   | 6    | 16   |

## Биатлон
Мъже
| Състезател                                                  | Събитие      | Време     | Пропуски    | Място |
| ----------------------------------------------------------- | ------------ | --------- | ----------- | ----- |
| Димитър Герджиков                                           | Спринт       | 26:56.5   | 1 (1+1)     | 63    |
| Димитър Герджиков                                           | Индивидуално | 53:54.2   | 2 (1+0+1+0) | 41    |
| Владимир Илиев                                              | Спринт       | 25:52.2   | 2 (0+2)     | 31    |
| Владимир Илиев                                              | Преследване  | 43:41.3   | 7 (2+2+2+1) | 25    |
| Владимир Илиев                                              | Индивидуално | 55:37.5   | 5 (2+1+1+1) | 61    |
| Антон Синапов                                               | Спринт       | 26:45.4   | 2 (0+2)     | 56    |
| Антон Синапов                                               | Преследване  | 47:08.3   | 7 (2+0+3+2) | 55    |
| Антон Синапов                                               | Индивидуално | 58:47.6   | 6 (2+1+1+2) | 85    |
| Благой Тодев                                                | Спринт       | 26:39.2   | 1 (0+1)     | 52    |
| Благой Тодев                                                | Преследване  | 47:05.0   | 6 (1+3+1+1) | 53    |
| Димитър Герджиков Владимир Илиев Антон Синапов Благой Тодев | Щафета       | 1:27:05.3 | 13 (2+11)   | 18    |

Жени
| Състезател                                                   | Събитие      | Време   | Пропуски    | Място |
| ------------------------------------------------------------ | ------------ | ------- | ----------- | ----- |
| Лора Христова                                                | Спринт       | 26:27.7 | 4 (3+1)     | 89    |
| Даниела Кадева                                               | Спринт       | 26:27.7 | 1 (1+0)     | 84    |
| Даниела Кадева                                               | Индивидуално | 59:30.4 | 8 (4+1+2+1) | 86    |
| Милена Тодорова                                              | Спринт       | 22:15.4 | 1 (1+0)     | 17    |
| Милена Тодорова                                              | Преследване  | 39:20.6 | 6 (0+0+2+4) | 31    |
| Милена Тодорова                                              | Индивидуално | 50:14.9 | 5 (0+2+0+3) | 52    |
| Мария Здравкова                                              | Спринт       | 24:39.1 | 1 (0+1)     | 78    |
| Мария Здравкова                                              | Индивидуално | 50:13.1 | 1 (0+1+0+0) | 50    |
| Лора Христова Даниела Кадева Милена Тодорова Мария Здравкова | Щафета       | LAP     | 8 (1+7)     | 18    |

Смесен отбор
| Състезатели                                                      | Събитие | Време | Пропуски | Място |
| ---------------------------------------------------------------- | ------- | ----- | -------- | ----- |
| Милена Тодорова Мария Здравкова Владимир Илиев Димитър Герджиков | Щафета  | LAP   | 12 (3+9) | 19    |

## Сноуборд
| Състезател     | Събитие          | Квалификация | Квалификация | Осминафинал          | Четвъртфинал   | Полуфинал      | Финал          | Финал         |
| Състезател     | Събитие          | Време        | Място        | Съперник Време       | Съперник Време | Съперник Време | Съперник Време | Място         |
| -------------- | ---------------- | ------------ | ------------ | -------------------- | -------------- | -------------- | -------------- | ------------- |
| Радослав Янков | Гигантски слалом | 1:22.48      | 15 Q         | Бенямин Карл З +0.36 | не продължава  | не продължава  | не продължава  | не продължава |

## Ски алпийски дисциплини
Мъже
| Състезател    | Събитие               | Първи манш | Първи манш | Втори манш  | Втори манш  | Общо        | Общо        |
| Състезател    | Събитие               | Време      | Място      | Време       | Място       | Време       | Място       |
| ------------- | --------------------- | ---------- | ---------- | ----------- | ----------- | ----------- | ----------- |
| Алберт Попов  | Слалом мъже           | 54.62      | 9          | 50.53       | 8           | 1:45.15     | 9           |
| Алберт Попов  | Гигантски слалом мъже | 1:07.60    | 27         | 1:07.34     | 7           | 2:14.94     | 17          |
| Камен Златков | Слалом мъже           | 55.66      | 20         | не завършва | не завършва | не завършва | не завършва |

Жени
| Състезател     | Събитие               | Първи манш | Първи манш | Втори манш  | Втори манш  | Общо        | Общо        |
| Състезател     | Събитие               | Време      | Място      | Време       | Място       | Време       | Място       |
| -------------- | --------------------- | ---------- | ---------- | ----------- | ----------- | ----------- | ----------- |
| Ева Вукадинова | Слалом жени           | 1:00.71    | 49         | не финишира | не финишира | не финишира | не финишира |
| Ева Вукадинова | Гигантски слалом жени | 1:05.58    | 44         | 1:05.88     | 37          | 2:11.46     | 36          |

## Ски бягане
На 4 февруари 2022 става ясно, че ски бегачът Симеон Деянов ще пропусне стартовете от олимпиадата заради прекаран Ковид-19 малко преди началото на игрите..
Дистанции
| Състезател    | Събитие                    | Класически стил                                      | Класически стил                                      | Свободен стил                                        | Свободен стил                                        | Общо                                                 | Общо                                                 | Общо                                                 |
| Състезател    | Събитие                    | Време                                                | Място                                                | Време                                                | Място                                                | Време                                                | Дефицит                                              | Място                                                |
| ------------- | -------------------------- | ---------------------------------------------------- | ---------------------------------------------------- | ---------------------------------------------------- | ---------------------------------------------------- | ---------------------------------------------------- | ---------------------------------------------------- | ---------------------------------------------------- |
| Симеон Деянов | 15 км класически стил мъже | не взима участие заради положителен тест за Ковид-19 | не взима участие заради положителен тест за Ковид-19 | не взима участие заради положителен тест за Ковид-19 | не взима участие заради положителен тест за Ковид-19 | не взима участие заради положителен тест за Ковид-19 | не взима участие заради положителен тест за Ковид-19 | не взима участие заради положителен тест за Ковид-19 |
| Симеон Деянов | 30 км скиатлон мъже        | не взима участие заради положителен тест за Ковид-19 | не взима участие заради положителен тест за Ковид-19 | не взима участие заради положителен тест за Ковид-19 | не взима участие заради положителен тест за Ковид-19 | не взима участие заради положителен тест за Ковид-19 | не взима участие заради положителен тест за Ковид-19 | не взима участие заради положителен тест за Ковид-19 |
| Симеон Деянов | 50 км свободен стил мъже   | не взима участие заради положителен тест за Ковид-19 | не взима участие заради положителен тест за Ковид-19 | не взима участие заради положителен тест за Ковид-19 | не взима участие заради положителен тест за Ковид-19 | не взима участие заради положителен тест за Ковид-19 | не взима участие заради положителен тест за Ковид-19 | не взима участие заради положителен тест за Ковид-19 |

Спринт
| Състезател    | Събитие     | Квалификация                                         | Квалификация                                         | Четвъртфинал                                         | Четвъртфинал                                         | Полуфинал                                            | Полуфинал                                            | Финал                                                | Финал                                                |
| Състезател    | Събитие     | Време                                                | Място                                                | Време                                                | Място                                                | Време                                                | Място                                                | Време                                                | Място                                                |
| ------------- | ----------- | ---------------------------------------------------- | ---------------------------------------------------- | ---------------------------------------------------- | ---------------------------------------------------- | ---------------------------------------------------- | ---------------------------------------------------- | ---------------------------------------------------- | ---------------------------------------------------- |
| Симеон Деянов | Мъже спринт | не взима участие заради положителен тест за Ковид-19 | не взима участие заради положителен тест за Ковид-19 | не взима участие заради положителен тест за Ковид-19 | не взима участие заради положителен тест за Ковид-19 | не взима участие заради положителен тест за Ковид-19 | не взима участие заради положителен тест за Ковид-19 | не взима участие заради положителен тест за Ковид-19 | не взима участие заради положителен тест за Ковид-19 |

## Ски скокове
| Състезател         | Събитие             | Квалификация | Квалификация | Квалификация | Първи кръг | Първи кръг | Първи кръг | Финал         | Финал         | Финал         | Общо          | Общо          |
| Състезател         | Събитие             | Дистанция    | Точки        | Място        | Дистанция  | Точки      | Място      | Дистанция     | Точки         | Място         | Точки         | Място         |
| ------------------ | ------------------- | ------------ | ------------ | ------------ | ---------- | ---------- | ---------- | ------------- | ------------- | ------------- | ------------- | ------------- |
| Владимир Зографски | Нормална шанца мъже | 97.5         | 99.7         | 13 Q         | 99.0       | 126.7      | 24 Q       | 97.0          | 118.6         | 23            | 245.3         | 22            |
| Владимир Зографски | Голяма шанца мъже   | 117.0        | 95.6         | 37 Q         | 125.0      | 112.5      | 38         | не продължава | не продължава | не продължава | не продължава | не продължава |

## Спортни шейни
| Състезател    | Събитие           | Спускане 1 | Спускане 1 | Спускане 2 | Спускане 2 | Спускане 3 | Спускане 3 | Спускане 4    | Спускане 4    | Общо     | Общо  |
| Състезател    | Събитие           | Време      | Място      | Време      | Място      | Време      | Място      | Време         | Място         | Време    | Място |
| ------------- | ----------------- | ---------- | ---------- | ---------- | ---------- | ---------- | ---------- | ------------- | ------------- | -------- | ----- |
| Павел Ангелов | Мъже индивидуално | 59.555     | 29         | 59.753     | 29         | 59.545     | 29         | не продължава | не продължава | 2:58.853 | 28    |

## Фигурно пързаляне
| Състезател        | Събитие           | Кратка програма | Кратка програма | Волна програма | Волна програма | Общо   | Общо  |
| Състезател        | Събитие           | Точки           | Място           | Точки          | Място          | Точки  | Място |
| ----------------- | ----------------- | --------------- | --------------- | -------------- | -------------- | ------ | ----- |
| Александра Фейгин | Жени индивидуално | 59.16           | 23 Q            | 100.15         | 24             | 159.31 | 24    |